# عمارت (شازند)
عمارت (شازند)، روستایی از توابع بخش مرکزی شهرستان شازند در استان مرکزی ایران است.
شغل مردم کشاورزی دامداری خیاطی 
زبان لری ثالثی 

## جمعیت
این روستا در دهستان قره کهریز قرار دارد و براساس سرشماری مرکز آمار ایران در سال ۱۳۸۵، جمعیت آن ۴۵۰ نفر (۱۴۶خانوار) بوده‌است.